# Diplura erlandi
Diplura erlandi är en spindelart som först beskrevs av Albert Tullgren 1905.  Diplura erlandi ingår i släktet Diplura och familjen Dipluridae.
Artens utbredningsområde är Bolivia. Inga underarter finns listade i Catalogue of Life.